# لغات البيكول
لغات البيكول هي مجموع من لغات الفلبين الوسطى المحكية في شبه جزيرة بيكول المتصلة بجزيرة لوزون وجزء من كاتادوانز وجزيرة بورياس التابعة لإقليم ماسباتي. توجد لغات خليطة بين لغات الفيسايان ولغات البيكول تدعى لغات البيساكول.